# Том Шиллінг
Том Ши́ллінг (нім. Tom Schilling; нар. 10 лютого 1982, Берлін) — німецький актор.

## Біографія
Том Шиллінг виріс в Берліні у сім'ї двох картографів. В шестирічному віці мати відвела його на перше прослуховування, після якого хлопця взяли зіграти роль. Навчався у гімназії імені Джона Ленона. Режисер Томас Гайзе шукав у школі Шилінга дванадцятирічних школярів для п'єси «В тіні місяця», куди згодом, після прослуховування запросили Тома. Впродовж наступних чотирьох років хлопець з'являвся в деяких постановках Берлінського Ансамблю. Режисер Вернер Шретер задіяв його у Месьє Верду, Кармен-Мая Антоні — Der Ingwertopf Бернар Клаус Траґелен — Життя Галілея, Стефан Лос в Клейстовій драмі Принц Фрідріх Гамбурзький. Хотів вчитися живопису, але продовжив займатися акторським мистецтвом.
За кілька ролей в театрі він зіграв у телесеріалі Tatort: Kinder der Gewalt. Навчання в берлінській гімназії Джона Ленона закінчив у 2001 році. Як актор повнометражного кіно дебютував 2000 року разом з Робертом Штадлобером у фільмі Божевільний за романом Бенджаміна Леберта. Крім того з Робертом Штадлобером Шилінг пересікається 2003 року у фільмі Verschwende deine Jugend і 2006 у фільмі Schwarze Schafe де вони грають двох берлінських студентів. У фільмі «Академія смерті» виконав разом з Максом Рімельтом другу головну роль. 2006 року удостоєний стипендії Інституту театру і кіно Лі Страсберна в Нью-Йорку. У тому ж році в нього народився син.
Також зіграв головну роль у комедії Леандера Хаусмана Заплутались в коханні. 2011 року — молодий Адольоф Гітлер у фільмі Mein Kampf «Моя боротьба» за однойменною драмою Джорджа Таборі (разом з Ґьотцом Ґеорґе). Режисер Урс Одермат.
Визнання до Шиллінга прийшло 2012 року з трагікомедією Жана-Оле Ґерстера «Прості складнощі Ніко Фішера». За роль Ніко отримав вже другу баварську кінонагороду Deutscher Filmpreis і був номінований до нагороди Preis der Deutschen Filmkritik. Крім того, за цю роль номінований 2014 року на Європейський кіноприз в категорії найкращий актор.
14 листопада 2013 отримав Бамбі.
Шиллінг живе у Берліні, в районі Пренцлауер-Берґ. На початку літа 2014 року на світ з'явилась його друга дитина, перша в громадянському шлюбі з асистенткою режисера Анною Мосебах.

## Фільмографія
- 1998 — Der Kinderhasser — Віктор
- 1999 — Нічне вторгнення / Schlaraffenland — Денні
- 1998-2008 — Місце злочину (телесеріал) / Tatort-4 епізоди
- 1996 — Hallo, Onkel Doc! (Телесеріал) — Марк-1 епізод (Manege frei)
- 2002 — Weil ich gut bin! — Мюке
- 2003 — Verschwende deine Jugend — Гаррі
- 2005 — Die letzte Schlacht — Хорст Бандманн
- 2000 — Божевільний / Crazy — Янош Шварц
- 2000 — Небеса почекають / Der Himmel kann warten — Йо
- 2001 — Стрімголов / Herz im Kopf — Якоб Шнайдер
- 2004 — Egoshooter — Якоб
- 2002 — Schlüsselkinder — Торбен
- 2004 — «Академія смерті» / (NaPolA) — Альбрехт Штайн
- 2004 — Агнес і його брати / Agnes und seine Brüder — Ральф Чірнер
- 2006 — Дивізія радості / Joy Division — Томас (молодий)
- 2006 — Schwarze Schafe — Юліан
- 2006 — Елементарні частинки / Elementarteilchen — Міхаель (молодий)
- 2007 — Сексуальна революція / Pornorama — Бенні Кепке
- 2007 — KDD — Kriminaldauerdienst (телесеріал) — Андрош — 5 епізодів
- 2007 — Einfache Leute — Себастьян Боде
- 2007 — Neben der Spur-Марсель / — Розман
- 2007 — Чому чоловіки ніколи не слухають, а жінки не вміють паркуватися / Warum Männer nicht zuhören und Frauen schlecht einparken — Крішль
- 2008 — Комплекс Баадер-Майнгоф / Der Baader Meinhof Komplex — Йозеф Бахман
- 2008 — Заплуталися в коханні / Robert Zimmermann — Роберт Циммерман
- 2009 — Bloch (телесеріал) — Пауль Зайферт-1 епізод (Tod eines Freundes)
- 2009 — Моя боротьба / Mein Kampf — Адольф Гітлер
- 2010 — Eisfieber — Кіт
- 2012 — «Людвіг Баварський» / (Ludwig II) — Отто І
- 2012 — «Ой, хлопче» / (Oh Boy) — Ніко Фішер
- 2013 — «Наші матері, наші батьки» / (Unsere Mütter, unsere Väter) — Фрідхельм Вінтер
- 2018 — «Робота без авторства» / (Werk ohne Autor) — Курт Барнерт